# Рецюковщина
Рецюковщина (укр. Рецюківщина) — посёлок в Драбовском районе Черкасской области Украины.

## История
В июле 1995 года Кабинет министров Украины утвердил решение о приватизации находившегося здесь совхоза.

## Население
Население по переписи 2001 года составляло 528 человек.

### Языковой состав
Родной язык населения по данным переписи 2001 года:
| Язык       | Численность, чел. | Доля     |
| ---------- | ----------------- | -------- |
| Украинский | 514               | 97,35 %  |
| Русский    | 14                | 2,65 %   |
| Итого      | 528               | 100,00 % |

## Местный совет
19836, Черкасская обл., Драбовский р-н, пос. Рецюковщина, ул. Ленина, 2